# Koen Verweij
Koen Verweij (* 26. srpna 1990 Alkmaar) je nizozemský rychlobruslař.
Prvního juniorského světového šampionátu se zúčastnil v roce 2008. Během tohoto ročníku a v dalších dvou letech (2009 a 2010) získal celkem šest zlatých, dvě stříbrné a dvě bronzové medaile. Od roku 2008 startoval ve Světovém poháru juniorů, od podzimu 2009 i v seniorském Světovém poháru. Na seniorských šampionátech debutoval dvanáctým místem na Mistrovství Evropy 2009, o dva roky později získal evropský bronz a roku 2014 stříbro. V roce 2011 kromě toho skončil čtvrtý na Mistrovství světa ve víceboji, následující rok vybojoval vícebojařský bronz. Ze světových šampionátů na jednotlivých tratí si dosud přivezl tři zlaté a dvě bronzové medaile, kromě jednoho bronzu všechny ze stíhacích závodů družstev. Zúčastnil se Zimních olympijských her 2014, kde se v závodě na 1000 m umístil na 6. místě, na trati 1500 m získal stříbro a ve stíhacím závodě družstev pomohl nizozemskému týmu ke zlaté medaili. V sezóně 2013/2014 zvítězil v celkovém pořadí Světového poháru na trati 1500 m a vyhrál také vícebojařský světový šampionát 2014. Z Mistrovství Evropy 2015 si přivezl stříbrnou medaili. Na Mistrovství Evropy 2018 získal bronz v závodě na 1500 m. Zúčastnil se Zimních olympijských her 2018, kde v závodě na 1000 m se umístil na 9. příčce, na trati 1500 m skončil na 11. místě a ve stíhacím závodě družstev a v závodě s hromadným startem získal bronzové medaile.
V letech 2017–2022 byla jeho partnerkou rychlobruslařka Jutta Leerdamová.